# Герхардт, Ида
Ида Герхардт (нидерл. Ida Gerhardt; 11 мая 1905, Горинхем, Южная Голландия — 15 августа 1997, Варнсвелд, Гелдерланд) — нидерландская поэтесса и переводчица.

## Биография и творчество
Дочь директора школы. Училась в Эразмовской гимназии в Роттердаме, где увлеклась античной культурой и подружилась с Марией ван дер Зейде, ставшей её спутницей на всю жизнь. Затем училась в университетах Лейдена и Утрехта. Преподавала в Лейдене, Гронингене, Кампене, Роттердаме.
Переводчица Лукреция, Вергилия, библейских псалмов (в соавторстве с Марией ван дер Зейде). Автор метафизической лирики.

## Произведения
- Kosmos (1940)
- Het veerhuis (1945)
- Buiten schot (1947)
- Bij de jaarwende (1948)
- Kwatrijnen in opdracht (1949)
- Sonnetten van een leraar (1951)
- Het levend monogram (1955)
- De argelozen (1956)
- De hovenier (1961)
- De slechtvalk (1966)
- De ravenveer (1970)
- Twee uur: de klokken antwoordden elkaar (1971)
- Vijf vuurstenen (1974)
- Vroege verzen (1978)
- Het sterreschip (1979)
- Nu ik hier iets zeggen mag (1980)
- Verzamelde gedichten (1980)
- Dolen en dromen (1980)
- De zomen van het licht (1983)
- De adelaarsvarens (1988)
- Hoefprent van Pegasus (1996)

## Признание
- Поэтическая премия Амстердама (1956, 1962, 1971), премия Мартинуса Нейхофа (1968), премия П. К. Хофта (1979).
- Стихи Герхардт положены на музыку многими нидерландскими композиторами (Петер Схат и др. — см.: ).
- C 2000 в Нидерландах присуждается поэтическая премия имени Иды Герхардт (см.: ).

## Переводы на русский язык
- Переводы на сайте Лавка языков  (рус.)